# Олег Романович
Олег Романович (?— 1285/1331) — сын Романа брянского и черниговского. Упомянут в одной строке Любецкого синодика с отцом. Как правило, отождествляется с упомянутым вслед за ними великим князем черниговским Леонтием, оставившим княжение и принявшим иноческий постриг с именем Василий в Брянском Петропавловском монастыре. Считается наследником отца. По предположению Войтовича Л. В., у Олега могла быть дочь, которая вышла замуж за одного из смоленских князей, в результате чего они смогли претендовать на Брянск в условиях пресечения мужской линии брянской династии.
Олег упоминается в Галицко-Волынской летописи под 1274 годом как участник похода против Литвы. В 1285 году участвовал в неудачном походе отца на Смоленск.
Канонизирован Русской православной церковью как святой благоверный Олег Брянский, память совершается 20 сентября (3 октября). 10 августа 1995 года благодаря усилиям специалистов-поисковиков мощи святого князя Олега Брянского были вновь обретены.

## Олег и Леонтий
В Любецком синодике Олег упомянут в одной строке с отцом, при этом отдельно упомянут Леонтий. Последний часто отождествляется с Олегом, хотя в одной строке с отцом и без титула в синодике как правило упоминаются князья, не занимавшие престол. Безроднов В. С. обратил внимание на то, что Олег постригся в монахи под именем Леонтий, а Леонтий — под именем Василий, и считает Леонтия не сыном, а младшим братом Романа Старого. Историки отмечают, что Олег Романович уступал в родовом старшинстве своему преемнику на черниговском престоле Михаилу Дмитриевичу, в связи с чем делают вывод о «непродолжительном» княжении Олега. В некоторых Житиях встречаются сведения, что Олег/Леонтий, уйдя в монастырь, оставил престол брату Михаилу, при том, что родной брат Олега Михаил Романович, как считается, умер ещё в начале 1270-х годов.В православных календарях встречаются датировки смерти Олега начиная с последнего его упоминания в летописи (1285), однако в этом случае он не пережил отца и править (в Брянске или Чернигове) не мог.

## Дата смерти
Самую раннюю дату смерти, 1285 год, вероятно, ориентирующуюся на последнее упоминание Олега в летописи, называют некоторые православные календари.
Зотов Р. В., считая дату в записи Петропавловского монастыря ошибкой написания года 6740 от сотворения мира, предлагает верное прочтение как 6798 (то есть 1290). Из особенностей перевода той же даты ультрамартовского стиля может следовать 1289 год, упоминаемый в других православных календарях. Филарет (Гумилевский) в своём «Указателе к житиям русских святых» называет 1307 год. Иногда делается другой вывод из предположения о неверной датировке смерти Олега в записи Петропавловского монастыря — дата смерти сдвигается на 1331 год.

## Храмы Святого благоверного князя Олега Брянского

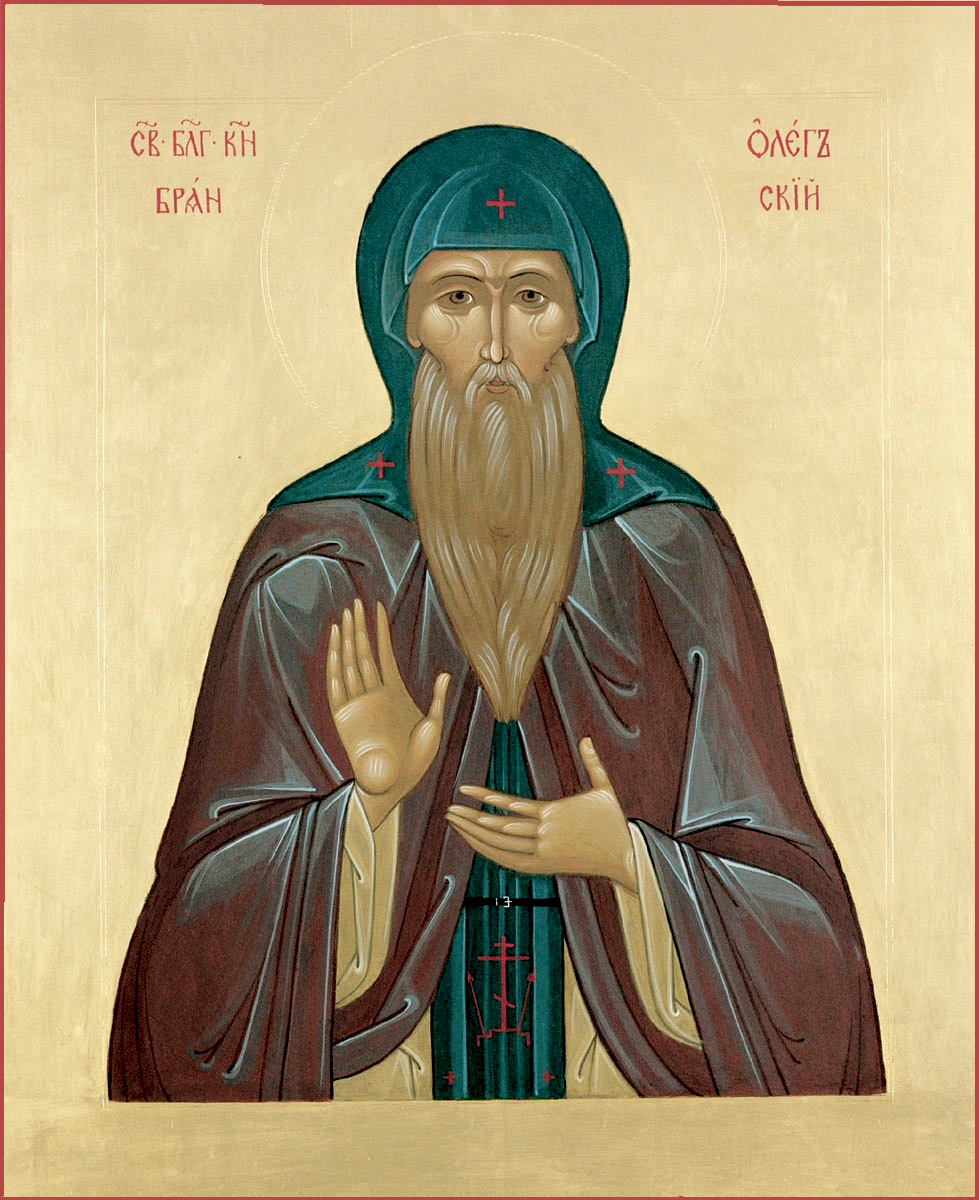
Олег на иконе кон. XX в.

- часовня Олега Брянского в деревне Хотенке, Козельский район, Калужская область,
- часовня Олега Брянского в станице Воронежской, Усть-Лабинский район, Краснодарский край,
- церковь Олега Брянского в городе Красноярске,
- церковь Олега Брянского в селе Осташево, Волоколамский район, Московская область,
- Крестильная церковь Олега Брянского в селе Лужках, Истринский район, Московская область,
- церковь Олега Брянского в городе Новосибирске, в Октябрьском районе. Освящён храм 24 июня 2013 года, а 28 июня 2013 состоялось архиерейское освящение храма, которое совершил Тихон, митрополит Новосибирский и Бердский. Ко дню освящения храма из Брянска привезли икону святого Олега Брянского с частицей мощей.
- часовня Олега Брянского в селе Нижний Гумбет, Октябрьский район, Оренбургская область,
- часовня Олега Брянского в городе Менделеевске, Республика Татарстан (не действует),
- церковь Олега Брянского в городе Пятигорске,
- церковь Олега Брянского в городе Харькове (Украина),
- храм в честь благоверного князя Олега Брянского в городе Добруше (Белоруссия, Гомельская область), строящийся[8],
- во имя святого освящён храм в городе Киеве (Украина), построенный в 2009 году. Принадлежит к благочинию Юго-восточного округа Киева Киевской епархии Украинской православной церкви Московского патриархата. Храм находится в Дарницком районе Киева, на улице Здолбуновская, 33а. Деревянную Свято-Олеговскую церковь начали строить летом 2009 года, строительство было завершено через 4 месяца. Освящён 26 октября митрополитом Киевским и всея Украины Владимиром. В дар общине храма митрополит Владимир преподнёс образ благоверного князя Олега Брянского с частицей его мощей.
- Церковь в честь благоверного князя Олега Брянского в п. Возжаевка, Амурской области.
- Храм в честь Благоверного Князя Олега Брянского, в посёлке Нетьинка, Брянской области, улица Кирова, 18Б, Россия